# Јовановац (Мерошина)
Јовановац је насеље у Србији у општини Мерошина у Нишавском округу. Према попису из 2022. било је 415 становника (према попису из 1991. било је 617 становника).

## Демографија
У насељу Јовановац живи 406 пунолетних становника, а просечна старост становништва износи 42,1 година (39,8 код мушкараца и 44,4 код жена). У насељу има 143 домаћинства, а просечан број чланова по домаћинству је 3,58.
Ово насеље је великим делом насељено Србима (према попису из 2002. године), а у последња три пописа, примећен је пад у броју становника.
|  |

| Демографија | Демографија | Демографија |
| Година      | Становника  | Становника  |
| ----------- | ----------- | ----------- |
| 1948.       | 663         |             |
| 1953.       | 688         |             |
| 1961.       | 670         |             |
| 1971.       | 698         |             |
| 1981.       | 662         |             |
| 1991.       | 617         | 614         |
| 2002.       | 513         | 515         |
| 2011.       | 492         |             |

| Етнички састав према попису из 2002.‍ | Етнички састав према попису из 2002.‍ | Етнички састав према попису из 2002.‍ | Етнички састав према попису из 2002.‍ | Етнички састав према попису из 2002.‍ |
| ------------------------------------ | ------------------------------------ | ------------------------------------ | ------------------------------------ | ------------------------------------ |
|                                      |                                      |                                      |                                      |                                      |
| Срби                                 | Срби                                 |                                      | 511                                  | 99,61%                               |
| Црногорци                            | Црногорци                            |                                      | 1                                    | 0,19%                                |
| непознато                            | непознато                            |                                      | 0                                    | 0,0%                                 |

| Година пописа     | 1948. | 1953. | 1961. | 1971. | 1981. | 1991. | 2002. |
| ----------------- | ----- | ----- | ----- | ----- | ----- | ----- | ----- |
| Број домаћинстава | 98    | 109   | 124   | 157   | 164   | 150   | 143   |

| Број чланова      | 1  | 2  | 3  | 4  | 5  | 6  | 7 | 8 | 9 | 10 и више | Просек |
| ----------------- | -- | -- | -- | -- | -- | -- | - | - | - | --------- | ------ |
| Број домаћинстава | 24 | 35 | 16 | 18 | 14 | 29 | 4 | 2 | 0 | 1         | 3,58   |

| Пол    | Укупно | Неожењен/Неудата | Ожењен/Удата | Удовац/Удовица | Разведен/Разведена | Непознато |
| ------ | ------ | ---------------- | ------------ | -------------- | ------------------ | --------- |
| Мушки  | 207    | 47               | 139          | 18             | 3                  | 0         |
| Женски | 211    | 21               | 142          | 46             | 2                  | 0         |
| УКУПНО | 418    | 68               | 281          | 64             | 5                  | 0         |

| Пол    | Укупно                    | Пољопривреда, лов и шумарство | Рибарство                            | Вађење руде и камена | Прерађивачка индустрија       |
| ------ | ------------------------- | ----------------------------- | ------------------------------------ | -------------------- | ----------------------------- |
| Мушки  | 141                       | 62                            | 0                                    | 0                    | 36                            |
| Женски | 100                       | 72                            | 0                                    | 0                    | 10                            |
| УКУПНО | 241                       | 134                           | 0                                    | 0                    | 46                            |
| Пол    | Производња и снабдевање   | Грађевинарство                | Трговина                             | Хотели и ресторани   | Саобраћај, складиштење и везе |
| Мушки  | 4                         | 10                            | 3                                    | 0                    | 9                             |
| Женски | 0                         | 0                             | 4                                    | 2                    | 0                             |
| УКУПНО | 4                         | 10                            | 7                                    | 2                    | 9                             |
| Пол    | Финансијско посредовање   | Некретнине                    | Државна управа и одбрана             | Образовање           | Здравствени и социјални рад   |
| Мушки  | 0                         | 2                             | 3                                    | 1                    | 3                             |
| Женски | 1                         | 0                             | 1                                    | 0                    | 3                             |
| УКУПНО | 1                         | 2                             | 4                                    | 1                    | 6                             |
| Пол    | Остале услужне активности | Приватна домаћинства          | Екстериторијалне организације и тела | Непознато            | Непознато                     |
| Мушки  | 3                         | 0                             | 0                                    | 5                    | 5                             |
| Женски | 1                         | 0                             | 0                                    | 6                    | 6                             |
| УКУПНО | 4                         | 0                             | 0                                    | 11                   | 11                            |